# Mistrovství ČSFR v atletice 1991
Mistrovství ČSFR mužů a žen v atletice 1991 v kategoriích mužů a žen se konalo 5. července a 6. července v Ostravě. 

## Medailisté

### Muži
| Soutěž                        | Zlato                                                                        | Stříbro                                                                 | Bronz                                                                      |
| 100 m                         | Jiří Valík 10.41                                                             | Jiří Mezihorák 10.62                                                    | Pavel Polomský 10.65                                                       |
| 200 m                         | Jiří Valík 20.96                                                             | Radek Stupka 21.36                                                      | Ivo Rýznar 21.41                                                           |
| 400 m                         | Jindřich Roun 46.63                                                          | Jiří Janoušek 47.36                                                     | Luboš Jošťák 47.74                                                         |
| 800 m                         | Pavel Soukup 1:49.42                                                         | Vlastimil Kunovjánek 1:51.29                                            | Ibrahim Farah 1:51.46                                                      |
| 1500 m                        | Milan Drahoňovský 3:52.05                                                    | Oto Oreško 3:52.71                                                      | Radim Kunčický 3:53.57                                                     |
| 5000 m                        | Róbert Štefko 14:09.87                                                       | Petr Pipa 14:15.79                                                      | Luboš Gaisl 14:23.43                                                       |
| 10 000 m                      | Róbert Štefko 29:06.21                                                       | Luboš Šubrt 29:27.76                                                    | Stanislav Tábor 29:40.46                                                   |
| 110 m př.                     | Igor Kováč 13.63                                                             | Jiří Hudec 13.69                                                        | Petr Obdržálek 14.26                                                       |
| 400 m př.                     | Jozef Kucej 50.49                                                            | Dalibor Kupka 51.96                                                     | Aleš Maňásek 52.00                                                         |
| 3000 m př.                    | Jiří Švec 8:38.9                                                             | Abdi Jamal 8:45.2                                                       | Luboš Gaisl 8:49.2                                                         |
| 4 × 100 m                     | Jiří Hudec Pavel Polomský Petr Obdržálek Ivo Krsek Dukla Praha 40.32         | Martin Kruml Ludvík Bohman Jan Kobián Jan Grabmüller Slavia Praha 41.80 | Igor Jenčo Luboš Jošťák Peter Skripko Marek Galajda Slávia TU Košice 41.89 |
| 4 × 400 m                     | Aleš Vyhnálek Libor Jeřábek Vlastimil Roun Jindřich Roun Sparta Praha 3:10.5 | Jiří Janoušek Lubomír Kovář Jiří Benda Václav Hřích Olymp Praha 3:10.6  | Jiří Hrdý Tomáš Dřímal Luboš Ruda Pavel Soukup USK Praha 3:13.0            |
| Skok do výšky                 | Róbert Ruffíni 215                                                           | Vladimír Štalmach 215                                                   | Jiří Viktorin Jindřich Vondra Milan Machotka 210                           |
| Skok o tyči                   | Zdeněk Lubenský 530                                                          | František Jansa 530                                                     | Jiří Svoboda 500                                                           |
| Skok daleký                   | Milan Gombala 803                                                            | Ivo Krsek 794                                                           | Martin Morkes 780                                                          |
| Trojskok                      | Milan Mikuláš 16.86                                                          | Pavel Wiedermann 16.24                                                  | Pavel Kváč 15.96                                                           |
| Vrh koulí                     | Karel Šula 18.63                                                             | Remigius Machura 18.57                                                  | Miroslav Menc 17.58                                                        |
| Hod diskem                    | Imrich Bugár 61.86                                                           | Gejza Valent 60.26                                                      | Stanislav Kovář 54.24                                                      |
| Hod kladivem                  | Pavel Sedláček 71.30                                                         | Miroslav Spurný 65.24                                                   | Miroslav Vričan 64.64                                                      |
| Hod oštěpem                   | Ján Garaj 76.60                                                              | Libor Kverek 74.24                                                      | Peter Zifčák 71.14                                                         |
| 20 km chůze                   | Pavol Blažek 1:19:43                                                         | Roman Mrázek 1:20:11                                                    | Igor Kollár 1:20:33                                                        |
| Desetiboj Praha 14.–15.9.1991 | Petr Horn 6691 bodů                                                          | Věroslav Valenta 6655 bodů                                              | Tomáš Volf 6281 bodů                                                       |

### Ženy
| Soutěž                       | Zlato                                                                                   | Stříbro                                                                                  | Bronz                                                                                  |
| 100 m                        | Monika Špičková 11.63                                                                   | Hana Benešová 11.82                                                                      | Andrea Zsideková 11.94                                                                 |
| 200 m                        | Monika Špičková 23.79                                                                   | Hana Benešová 24.04                                                                      | Andrea Zsideková 24.45                                                                 |
| 400 m                        | Naděžda Tomšová 53.39                                                                   | Ludmila Formanová 54.79                                                                  | Radka Lukavská 56.24                                                                   |
| 800 m                        | Gabriela Sedláková 2:03.55                                                              | Milena Strnadová 2:03.61                                                                 | Helena Dziurová 2:05.23                                                                |
| 1500 m                       | Alena Grešáková 4:26.30                                                                 | Věra Kunčická 4:26.85                                                                    | Jana Švejdová 4:27.09                                                                  |
| 3000 m                       | Jana Kučeríková 9:17.86                                                                 | Iva Jurková 9:23.47                                                                      | Alena Močáriová 9:40.69                                                                |
| 10000 m                      | Alena Peterková 32:53.45                                                                | Ivana Môciková bez času, protože neuběhla plný počet kol                                 | Lenka Štanceľová bez času, protože neuběhla plný počet kol                             |
| 100 m př.                    | Iveta Prellerová 13.67                                                                  | Jana Pavlíková 14.07                                                                     | Andrea Boklažuková 14.11                                                               |
| 400 m př.                    | Marcela Novotná 1:00.14                                                                 | Dana Valterová 1:01.17                                                                   | Andrea Konečná 1:01.61                                                                 |
| 4 × 100 m                    | Kateřina Štočková Iveta Prellerová Pavlína Sýkorová Andrea Zsideková Slavia Praha 46.88 | Jana Pospíšilová Markéta Kesnerová Jana Maternová Erika Suchovská Univerzita Brno 48.07  | Petra Míková Kristína Mrlinová Zuzana Pastušková Gabriela Pondová TJ Vítkovice 48.36   |
| 4 × 400 m                    | Naděžda Tomšová Marcela Tomšová Helena Jeřábková Jana Blažková Olymp Praha 3:42.8       | Monika Špičková Šárka Horsáková Karolína Severová Marcela Novotná Bohemians Praha 3:48.8 | Markéta Singerová Andrea Konečná Kateřina Loudová Andrea Zsideková Slavia Praha 3:50.1 |
| Skok do výšky                | Šárka Nováková 192                                                                      | Jana Brenkusová 183                                                                      | Hajnalka Veghová 183                                                                   |
| Skok daleký                  | Jitka Kubová 596                                                                        | Eva Jirmusová 588                                                                        | Romana Špiková 581                                                                     |
| Vrh koulí                    | Soňa Vašíčková16.55                                                                     | Renata Bruková 15.85                                                                     | Dagmar Pešáková 15.04                                                                  |
| Hod diskem                   | Vladimíra Malátová 57.48                                                                | Alice Matějková 57.00                                                                    | Mariana Šilhavá 48.46                                                                  |
| Hod oštěpem                  | Elena Révayová 54.04                                                                    | Nikola Tomečková 52.52                                                                   | Beata Buchalová 51.52                                                                  |
| Trojskok                     | Šárka Kadlubcová 12.38                                                                  | Barbora Tesařová 12.20                                                                   | Alena Vavricová 11.93                                                                  |
| 10 km chůze                  | Ivana Brozmanová 44:25                                                                  | Zuzana Zemková 45:17                                                                     | Kamila Holpuchová 47:05                                                                |
| Sedmiboj Praha 14.–15.9.1991 | Martina Blažková 4940 bodů                                                              | Dana Jandová 4627 bodů                                                                   | Monika Mihalovičová 4443 bodů                                                          |